# 穆特罗
穆特罗（法語：Moutrot，法語發音：[mutʁo]）是法国默尔特-摩泽尔省的一个市镇，位于该省西南部，属于图勒区。

## 地理
穆特罗（48°36'11"N, 5°53'35"E）面积7.26 平方千米，位于法国大東部大區默尔特-摩泽尔省，该省份为法国东北部内陆省份，是洛林的一部分，北邻比利时、卢森堡，北起顺时针与摩泽尔省、下莱茵省、孚日省和默兹省接壤。
与穆特罗接壤的市镇（或旧市镇、城区）包括：比克莱、布莱诺莱图勒、克雷济耶、日村、奥谢。

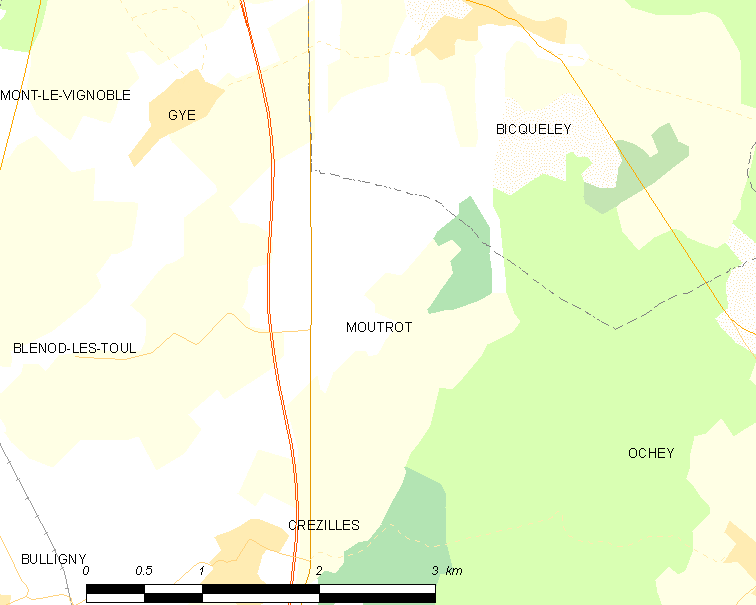
穆特罗的OSM定位图

穆特罗的时区为UTC+01:00、UTC+02:00（夏令时）。

## 行政
穆特罗的邮政编码为54113，INSEE市镇编码为54392。

## 政治
穆特罗所属的省级选区为梅讷欧桑图瓦县。

## 人口

1962-2008年间穆特罗人口变化图示

穆特罗于2022年1月1日时的人口数量为320人。